# Johann Rittig
Johann Rittig (anglicky John, 26. března 1829 Praha – 17. června 1885 na palubě parníku Neckar, Severní moře) byl německo-americký novinář a fejetonista, účastník revolučních událostí roku 1848 a 1849 a politický emigrant ve Spojených státech.

## Život

### Mládí a studia
Narodil se v Praze do německé rodiny. Studoval práva na Karlo-Ferdinandově univerzitě v Praze. V roce 1848 vstoupil do německého studentského spolku Teutonia Praha, v roce 1849 do bratrstva Montania Prag a Markomannia Prag.

### Revoluční dění v letech 1848 a 1849
Jako student se v roce 1848 zúčastnil, jakožto předseda spolku Markomannia Prag, revolučního dění v Praze, které vyvrcholilo Pražským červnovým povstáním. Uvádí se jako jeden z hlavních velitelů při boji na barikádách s Windischgrätzovým vojskem v ulicích města. Koncem podzimu 1848 byl zatčen, ale podařilo se mu uniknout z vyšetřovací vazby a uprchl do švýcarského Curychu. Byl rovněž zapojen do Májového spiknutí připravující v Praze liberální převrat.
Prostřednictvím společných známých se Rittig seznámil s přírodovědcem Carlem Vogtem a v roce 1851 se stal jeho sekretářem v Nice. Voglovým prostřednictvím Vogta se Rittig v Nice setkal s Michailem Bakuninem a Pierre-Josephem Proudhonem. V Rakouském císařství byl mezitím odsouzen k trestu smrti v nepřítomnosti (in contumaciam) a nechtěl tak čelit nebezpečí možného dopadení v Evropě. Roku 1852 pak Rittig emigroval do USA. Zde začal používat anglickou podobu svého křestního jména, John.

### V USA
V roce svého příjezdu, 1852, založil Rittig v Cincinnati ve státě Ohio německy psané noviny The Independent, kreré se vyslovovaly proti otroctví, zanedlouho však zanikly. Posléze se přestěhoval do New Yorku, kde v letech 1857 do roku 1861 psal pro německy psaný New Yorker Staats-Zeitung. Poté roku 1862 založil deník New Yorker Journal, v jehož čele stál prvních pět let jako šéfredaktor. Poté, co na funkci rezignoval, psal téměř deset let pro různé, hlavně německy psané, noviny a časopisy vycházející pro německé komunity ve Spojenách státech: v Baltimore, Maryland, v Louisville, Kentucky a St. Louis, Missouri.
V roce 1873 dostal Rittig práci v redakci nedělníku New Yorker Staats-Zeitung, které pracoval až do své smrti. Rittig je připomínán jako mistr fejetonu, jejichž sbírka, kterou vydal krátce před svou smrtí, byla jeho současníky široce respektována.

### Úmrtí
Roku 1885 se pohyboval v Evropě. V červnu 1885 nastoupil na německý parník Neckar lodní společnosti North German Lloyd plující ze Southamptonu do Bremerhavenu. Zde Johann Rittig 17. června náhle skonal ve věku 56 let.

## Dílo (výběr)
- Federzeichnungen aus dem amerikanischen Stadtleben. E. Steiger & Co., New York 1884, OCLC 7569251 .